# Långeskär

Långeskär är en obebodd ö i Havstenssunds skärgård i Tanums kommun, Bohuslän, Västra Götalands län. Ön ligger nästan 3 km sydväst om Havstenssund ute vid Väderöfjorden, och gränsar till Kosterhavets nationalpark.

## Etymologi
Skär i öns namn används i detta sammanhang på det vanliga sättet. Normalt används skär för att beteckna en liten ö. Långeskär är nästan 1 km lång, så något litet skär är det inte. Flera olika etymologiska förklaringar till namngivningen finns.

## Historia
På öns norra sida ligger den så kallade Ryssbukten, ett namn bukten fick år 1912 i samband med att ett vid Väderöarna strandat ryskt fartyg gled av grundet och drev vidare till Långeskär, där det slutligen sjönk i Ryssbukten. På öns nordvästra uddes södra strand ligger stora block av armerad betong. De är rester av ett tyskt förrådsfartyg, som drev iland här under Andra världskriget.